# Mandinga en la sierra
Mandinga en la sierra  es una película de Argentina en blanco y negro dirigida por Isidoro Navarro según el guion de Arturo Lorusso y Rafael J. de Rosas basado en la obra teatral homónima de estos, que se estrenó el 7 de marzo de 1939 y que tuvo como protagonistas a Luisa Vehil, Eduardo Sandrini y Pedro Quartucci.

## Sinopsis
La curandera de un pueblo acusa de diabólico a un cirujano plástico que llega a la sierra para descansar.

## Reparto
- Francisco Amor
- Luis Arellano
- Lalo Bouhier
- Mary Dormal
- Nicolás Fregues
- Pilar Gómez
- Felisa Mary
- Myrna Mores
- Pedro Quartucci
- Julio Renato
- Eduardo Sandrini
- Oscar Valicelli
- Esther Vani
- Luisa Vehil
- Margot Mores

## Comentario
El crítico Ulyses Petit de Murat comentó sobre el filme:

"Noble intención...apela a los exteriores...cuida la música...prescindible tesitura teatral...quiere mantener los parlamentos y la acción en un plano de dignidad artística para ello no desdeña ningún recurso"